# روبرت أنطوني هولتون
روبرت أنطوني هولتون (بالإنجليزية: Robert A. Holton) هو كيميائي وأستاذ جامعي أمريكي، ولد في 1944.
اشتهر بعمله فيما يتعلق بالتخليق الكيميائي للباكليتاكسيل (المعروف باسم تخليق هولتون تاكسول الكلي)، وهو دواء يستخدم على نطاق واسع وفعال للغاية لمكافحة السرطان. قامت مجموعة أبحاث الدكتور هولتون بالتصنيع الكامل للعديد من المنتجات الطبيعية. أبرزها البروستاغلاندين F2 ألفا، ونرودين،
وأفيديكولين، وتاكسوسين، وتاكسول وهيميبرفيتوكسين ب.

## التعليم
- بكالوريوس من جامعة نورث كارولينا
- دكتوراه من جامعة ولاية فلوريدا